# 地獄 (1979年の映画)
『地獄』（じごく）は、1979年6月3日に公開された日本映画。東映京都撮影所製作、東映洋画配給。カラー、131分。
岡田茂東映社長（当時）が日活ロマンポルノ出身の神代辰巳監督を東映に招いて撮ったホラー映画。

## 概要
姦通や近親相姦の罪を犯して2代にわたって地獄に堕ちていく母娘を卑俗趣味たっぷりに描く。

## スタッフ
- 監督：神代辰巳
- 企画：翁長孝雄・日下部五朗・松平乗道・奈村協
- 脚本：田中陽造
- 撮影：赤塚滋
- 特撮監督：矢島信男
- 美術：鈴木孝俊
- 音楽：真鍋理一郎
- 主題歌：山崎ハコ『「地獄」心だけ愛して』
- 挿入歌：山崎ハコ『きょうだい心中』
- 録音：溝口正義
- 照明：金子凱美
- 編集：玉木濬夫
- 製作：東映京都撮影所

## キャスト
- 水沼アキ：原田美枝子
- 生形ミホ：原田美枝子
- 生形シマ：岸田今日子
- 生形松男：石橋蓮司
- 生形幸男：林隆三
- 生形久美：栗田ひろみ
- 生形竜造：西田健
- 生形雲平：田中邦衛
- 山尾治：加藤嘉
- 芳：岡島艶子
- 尼僧：佐藤友美
- メカニック：福本清三
- 懸衣翁：浜村純
- 閻魔大王：金子信雄
- 茶吉尼天：天本英世
- 鬼：大前均
- 鬼：マンモス鈴木
- 鬼：大位山勝三

## 製作

### 企画
企画は岡田茂東映社長（当時）。岡田は、曼陀羅に描かれた因果応報の世界"地獄"を、常に人間を赤裸々なナマの姿で描き続けてきたと神代辰巳監督を起用し「外部から新しい血を導入、体質改善、新分野開拓を図る第一弾」と話した。また大作路線への移行を目指し一本立て作品として準備したが、若松孝二監督、内田裕也主演の『餌食』（獅子プロ製作）との二本立てで公開された。神代は「岡田社長からは、地獄絵を見せてくれと言われた。地獄を舞台に『エクソシスト』みたいな恐ろしさが出せればと思っています」と話し製作に挑んだ。
春日太一の著書『あかんやつら 東映京都撮影所血風録』では、「岡田が当時の外国産のオカルト映画に便乗して本作品を企画した」と書かれているが、本作品の企画自体は、この10年前の1969年に岡田が異常性愛路線の一本として石井輝男に撮ってもらおうと企画したものであった。10年前のタイトルも同じ『地獄』で、これが流れて代わりに撮られたのが異常性愛路線の最終作『江戸川乱歩全集 恐怖奇形人間』。1969年3月14日にあった東映定例会見で、岡田がその年の秋の大作予定として「『地獄』を石井輝男監督で時代劇で作る。東映東京の特撮をフルに動かして三途の川、血の池、針の山などを出して、その昔子供たちが絵で見、親に聞いた話をこってり天然色で描いてみたい。そうしたものだからもちろん時代劇であり洋服で三途の川を渡るなぞの珍景は出ない。これには東西の本願寺にバック・アップをしてもらいたいと思う。とに角『親鸞』以来の大作にしたい」と、本作品とほぼ同じコンセプトを話している。石井輝男版『地獄』は金がかかり過ぎるという理由でこの時は製作されず、内容が大きく変わり、『地獄』として1999年に映画化されている。

### 脚本
1977年秋に岡田から依頼を受けた神代は、田中陽造と打ち合わせに入り同年11月から脚本に取り掛かり、初めはサーカスの女をヒロインに据えた悲恋物語を書いたが、岡田から「そんな話が当たるか」の一言で不本意な改訂を余儀なくされた。この準備稿はサーカスのテントの中で観客が全員焼死するという映画化不可能な内容だったとされる。不倫の無間地獄に陥った女の因果応報譚に書き換え、1978年4月下旬に第二稿が出来、岡田に提出しOKが出た。
当時、東映洋画宣伝室に在籍し、本作品の宣伝に関わった野村正昭が神代に「僕は『やくざ観音・情女(いろ)仁義』が大好きですが『地獄』もよく似ていますね」と言ったら、神代が「両方とも陽造が書いてるからなあ」と答え、野村はひどく感動したという。

### キャスティング
二役を演じた原田美枝子は、出演オファーを受けたのが19歳で、「台本を読んで出来ない。女の情念とか、女でなければいけない部分はまだ自分にはムリだろうと思い、考えさせてほしい」と返事したが、出来ないのを演ってみようというタチで、かねてから尊敬する神代監督作品初出演でもあり出演を決めた。また、1970年代の中期にかけて美少女アイドルとして絶大な人気を博した栗田ひろみがエキセントリックな娘を演じ、芸能界引退前の最後の出演映画となった。

### 撮影
東映作品では珍しく、公開日が決まらないまま、1978年5月連休明けより本読み。ここからロケハン、撮影など完成まで約7ヵ月。1978年5月18日から数日、大分県玖珠町、由布市、宮崎県高千穂町などでロケハン。実際にロケが行われたかは分からない。撮影所試写は1978年11月29日。
原田美枝子から赤ん坊が生まれるシーンはロケで雪の中でやる筈だったが、遅れて1978年6月になりステージ一杯のセットを作って撮影した。

## 宣伝
原田美枝子は当時の若手女優では珍しくプロデューサー業に意欲を燃やした人で、「俳優は宣伝の表に出ないというイメージがあり、私の中にもそういう考えはありましたが、この映画に限らず、若い人、同世代の人たちにもっと邦画を見てもらいたい。洋画をファッション的に見る当時の若い世代の人たち、邦画ファンに巻き込みたい」と、本作品では自ら宣伝担当プロデューサーに就任し、東映本社宣伝部に専用のデスクまで置いて東映の宣伝マンと一緒に知恵を絞った。「角川方式のように大宣伝費をブチ込むのは抵抗がある。そんなにお金があるなら現場（撮影）で使いたい」とちょっぴり角川批判をした。実行されたかは不明であるが、試写会を開いて若い人たちとティーチインをしたい、〈地獄祭り〉と称し、テアトル東京を一時的にテアトル地獄とする、同館所在地・銀座1丁目を一時的に地獄1丁目と改称する、地下鉄と交渉し『地獄行き』キップを発行するなどユニークなアイデアを出した。1979年6月2日からテアトル東京で先行封切され、原田がキャンペーンに登場し『地獄・豆辞典』を配った。

## 興行
1978年9月に完成し、原田のヌードだけは話題を呼んでいたが、東映の客筋と合わないと判断され、本番線ではなく洋画系（東映洋画）でロードショーしたほうがよいとなり、宣伝効果を上げるまで、1979年のカンヌ国際映画祭に出品して、何らかの賞に掛かれば宣伝費も安くつくと公開を伸ばした。1979年のカンヌ映画祭には日本映画として『純』『エーゲ海に捧ぐ』『ザ・ウーマン』と共に出品されたとされる（パルム・ドールは『地獄の黙示録』）。
併映『餌食』との組み合わせで興行が不安視された予想通り、東映三角マーク史上、未曾有の不入りを記録した。マスコミからの評価も散々で、岡田社長が「俺の目の黒いうちは、クマシロには二度と東映映画は撮らせない」と激怒したという伝聞が、しばらく東映関係者の酒の肴になったといわれる。

## 評価
『キネマ旬報』は「作品そのものが不出来で、原田美枝子の演技も空転した」などと評している。
高橋克彦は「数ある地獄物のなかでベスト3に入る出来栄え。後半がゲテモノと看做され評価は低いけれど、中川信夫監督の『地獄』に負けず劣らずで、神代辰巳監督の拵えた『地獄』は怪談映画としても超一流の作品だと思います。怖いですよ、これは」などと評している。

## 同時上映
- 『餌食』
- 監督：若松孝二
- 主演：内田裕也
- 製作：獅子プロ

## ビデオ発売
- 東映ビデオより、税抜き12,390円で発売されていた[30]。